# Placentia (Newfoundland och Labrador)
Placentia är en köping på Avalonhalvön på Newfoundland. Befolkningen uppgick 2006 till 3 898 personer.

## Historia
Baskiska fiskare hade upprättat ett fiskeläge med namnet Plazenta på denna plats redan i början av femtonhundratalet. 1655 blev orten fransk residensstad under namnet Plaisance. För att skydda staden uppförde fransmännen tre skansar, Fort Plaisance (1662), Fort Royal (1687) och Fort Saint-Louis (1690). Vid freden i Utrecht 1713 avstod Frankrike sina anspråk i Newfoundland och staden fick sitt nuvarande namn. De franska invånarna flyttades till Cape Breton Island, där de medverkade vid fästningen Louisbourgs uppförande.